# Олбија-Темпио (округ)
Округ Олбија-Темпио (итал. Provincia di Olbia-Tempio, на месном говору, Pruìncia di Tarranóa-Tèmpiu) је био округ у оквиру покрајине Сардинија у западној Италији. Седишта округа и највећа градска насеља су градови истоимени Олбија и Темпио Паузанија.
Површина округа је 3.397 км², а број становника 154.319 (2008. године).

## Природне одлике
Округ Олбија-Темпио чини северни део острва и историјске области Сардиније. Он се налази у западном делу државе, са изласком на Тиренско море на истоку и северу. Приморски део, познат као Ђалура, се састоји из више мањих равница и долина, пресечених бреговима и брдима. Јужни део округа је брдско-планински, где се издижу планине Лимбара.
Округу припада и мало острво Ла Мадалена, које се налази непосредно уз северни крај округа.

## Становништво
По последњим проценама из 2008. године у округу Олбија-Темпио живи преко 150.000 становника. Густина насељености је мала, испод 50 ст/км². Приморски делови округа су боље насељени, нарочито око града Олбије. Планински део на југу и западу је ређе насељен и слабије развијен.
Поред претежног италијанског становништва у округу живе и известан број досељеника из свих делова света.

## Општине и насеља
У округу Олбија-Темпио постоји 26 општина (итал. Comuni).
Најважнија градска насеља и седишта округа су градови Олбија (55.000 ст.) у источном делу округа и Темпио Паузанија (14.000 ст.) у западном делу округа.